# Llosa de Bridgeness

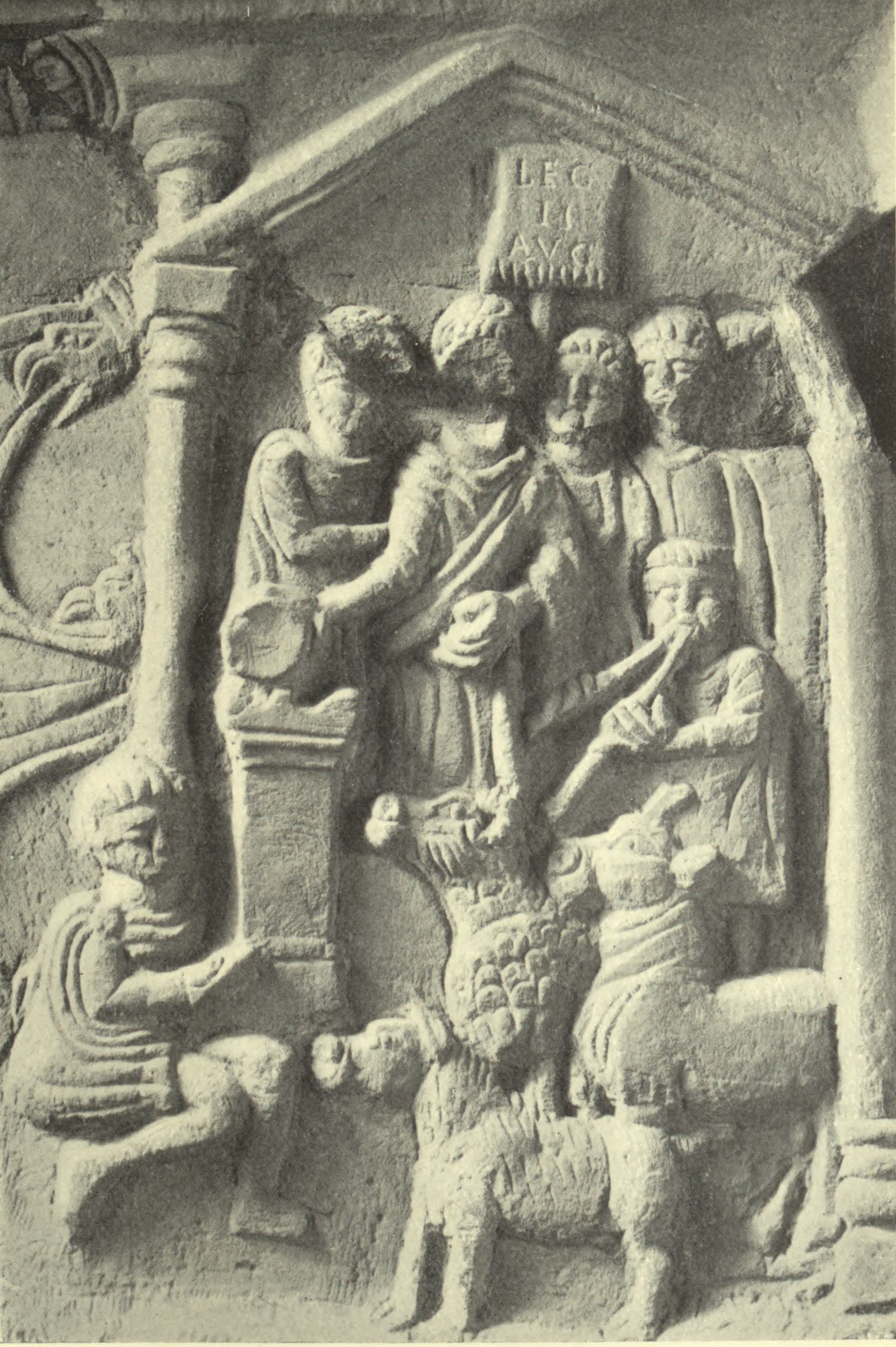
Representació de suovitaurílies en el panell dret de la Llosa de Bridgeness

La Llosa de Bridgeness és una llosa marcadora de distància romana creada cap al 142 i que marca un segment del Mur d'Antoní construït per la Segona Legió. És considerada la llosa de distància més detallada i ben conservada de totes les que s'han trobat a Escòcia. La tauleta, feta de gres, fou descoberta el 1868 a Bridgeness, a la localitat escocesa de Bo'ness, dalt d'un promontori proper a Harbour Road. L'original es conserva al Museu Nacional d'Escòcia, a Edimburg, i se n'ha col·locat una rèplica prop del lloc on fou trobada.